# Beti Strgar
Beti Strgar, slovenska igralka in glasbenica, * 1993, Šempeter pri Gorici
Trenutno je članica igralskega ansambla SLG Celje.

## Življenjepis
Rodila se je leta 1993 v Šempetru pri Gorici. Po osnovni šoli se je vpisala na Gimnazijo Poljane in se izobraževala še na Konservatoriju za glasbo in balet Ljubljana – smer klasični klavir. Po maturi se je vpisala na Sarajevsko filmsko akademijo ter na študij dramske igre na Akademiji za gledališče, radio, film in televizijo Univerze v Ljubljani, kjer je bila študentka v razredu Nataše Barbare Gračner in Sebastijana Horvata. Na ljubljanski akademiji je opravila sprejemne izpite tudi za filmsko režijo. Med poletjem 2019 in 2021 je bila članica igralskega ansambla Slovenskega ljudskega gledališča v Celju.

### Film
Nastopila je v kratkem filmu Zlata verižica.